# Abrakax
Abrakax (numit și Abraxas sau Abrasax) este un zeu din Asia Mică, care stăpânea cele 365 de spirite, atribuite fiecărei zi a anului.
Numele său se află la originea cuvântului considerat magic, abracadabra (cuvântul original este de fapt "AvrahKadabra" , care înseamnă "creez din nimic").
Însumând cifrele care corespund literelor componente ale uneia din variantele numelui, adică
α = 1;     β = 2;     ρ = 100;     α = 1;     ξ = 60;     α = 1;     σ = 200
obținem:
α + β + ρ +  α + ξ + α + ς      =      1 + 2 + 100 + 1 + 60 + 1 + 200 = 365
adică numărul zilelor anului.
Un tip de amulete grecești (numite în latină gemmae abraxeae) cu imaginea acestei divinități au circulat și pe teritoriul Daciei după secolul al II-lea d.Hr.
Acesta este reprezentat adesea cu cap de cocoș, cu trup uman, iar membrele inferioare sub formă de șerpi.
O trăsătură caracteristică a conceptului gnostic al universului este rolul jucat în aproape toate sistemele gnostice de cei șapte arhonți creatori ai lumii, cunoscuți sub numele de Hebdomad (ἑβδομάς). Cei Șapte sunt în majoritatea sistemelor puteri semi-ostile și sunt considerate ca ultimele și cele mai inferioare emanații ale Dumnezeirii; sub ele — și adesea considerate ca provenind din ele — se află lumea puterilor diabolice. Există însă și anumite excepții; Basilides a predat despre existența unui „mare arhon” numit Abrakax care a stăpânit peste 365 de arhonți (ouranoi).